# Carolina del Sud nella guerra di secessione americana

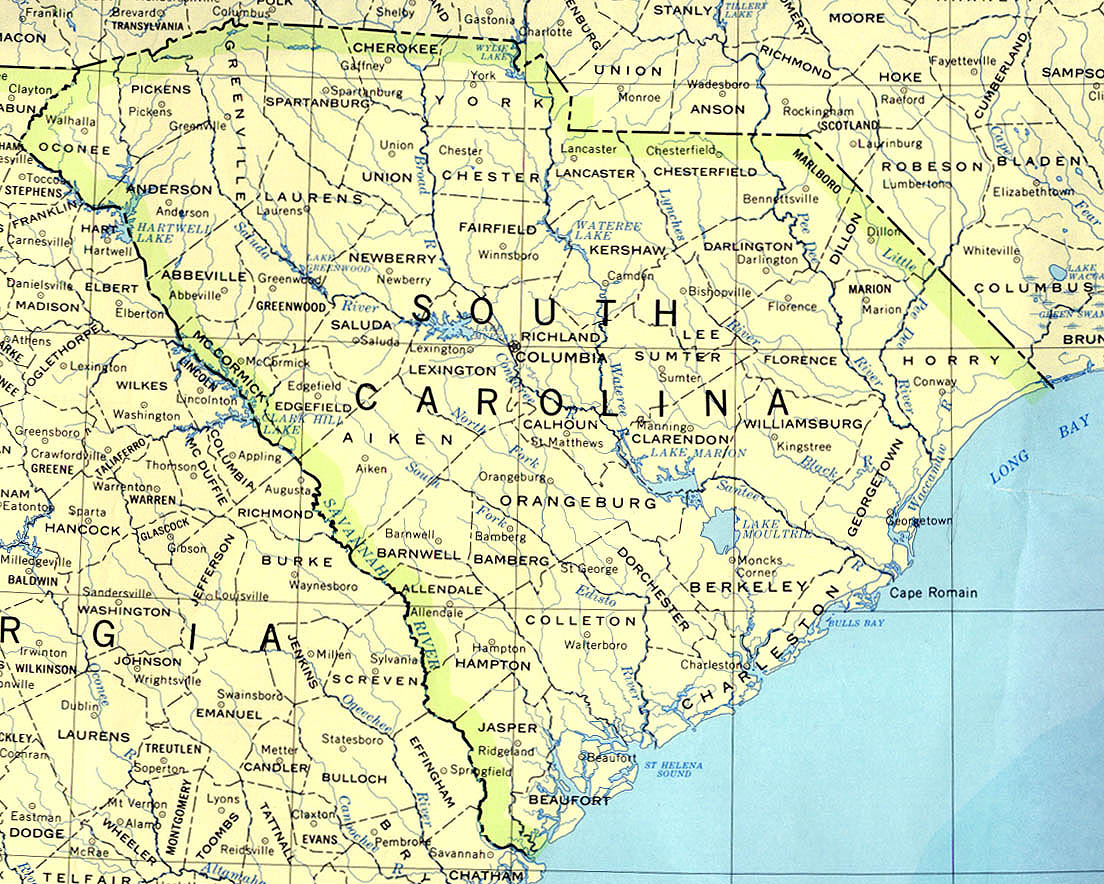
Mappa della Carolina meridionale.

La Carolina del Sud nella guerra di secessione statunitense fu il primo degli Stati federati degli Stati Uniti d'America a proclamare unilateralmente la propria separazione dall'Unione con la promulgazione del Decreto di secessione il 20 dicembre 1860 e fu uno degli Stati membri fondatori degli Stati Confederati d'America nel febbraio seguente. Il bombardamento della guarnigione federale - ordinato dalle autorità secessioniste - asserragliata a Fort Sumter su Charleston Harbor il 12 aprile viene generalmente riconosciuto come il primo impegno militare della guerra civile: la battaglia di Fort Sumter.
Lo Stato costituì una costante sorgente di truppe per l'esercito confederato e, con il progredire del conflitto, anche per l'esercito dell'Unione, quando migliaia di ex schiavi provenienti dalle piantagioni accorsero per unirsi alle United States Colored Troops. Entro i suoi confini vennero prodotte anche uniformi, tessuti, vettovaglie ed una gran varietà di materiale bellico e rifornimenti per i soldati, oltre che forze armate ben addestrate e leader originari dalle diverse scuole militari presenti nel suo territorio.
In contrasto con la maggior parte delle altre entità secessioniste la Carolina del Sud ebbe un'ampia rete di collegamenti ferroviari assai ben sviluppata, che fece da collegamento per tutti i suoi principali centri urbani senza interruzioni di sorta. Rimasto relativamente libero dagli scontri bellici che interessarono le due forze in campo contrapposte fin quasi alla fine della guerra, il suo territorio ospitò un certo numero di campi di concentramento per i prigionieri di guerra.
Fu anche l'unico Stato confederato a non avere al proprio interno sacche di "partigiani anti-secessionisti" abbastanza cospicue da inviare grandi quantità di uomini bianchi a combattere nello schieramento avverso, come invece ebbe modo di accadere, ad esempio, nel Mississippi, nella Louisiana, nell'Alabama, nel Tennessee e nella stessa Virginia.
Tra i principali ufficiali del nuovo "Stato di Palmetto" vi furono Wade Hampton III, uno dei più importanti comandanti della cavalleria sudista; Maxcy Gregg, morto in combattimento nella battaglia di Fredericksburg; Joseph Brevard Kershaw, il cui 2º reggimento di fanteria prese parte ad alcuni tra i più duri scontri a cui partecipò l'Armata Confederata della Virginia Settentrionale; il tenente generale James Longstreet e infine il più giovane generale della guerra, Stephen D. Lee.

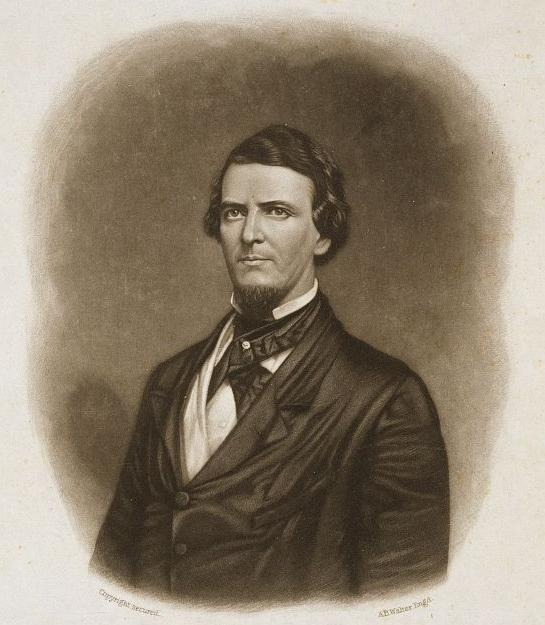
Ritratto di Preston Smith Brooks.

## Contesto storico
La popolazione di bianchi americani dello Stato aveva fortemente sostenuto la pratica della schiavitù fin dal XVIII secolo; capi politici del Partito Democratico come John Calhoun e Preston Smith Brooks (che aveva bastonato Charles Sumner) avevano contribuito in modo sostanziale a infiammare le passioni regionali e nazionali a sostegno della cosiddetta "peculiare istituzione" (lo schiavismo); molte voci a esso favorevoli avevano alzato la voce minacciando a più riprese la secessione.
Al momento dello scoppio della guerra la Carolina del Sud possedeva la più alta percentuale di schiavi afroamericani di qualsiasi altro Stato degli Stati Uniti d'America; gli schiavi erano il 57% della popolazione: il 46% delle famiglie bianche era proprietaria di almeno uno schiavo (su 703.708 abitanti totali vi erano 301.302 bianchi liberi e 402.406 neri schiavi).
Per decenni i leader politici della Carolina del Sud promossero le passioni separatiste, come ad esempio nel 1832 con la crisi della Nullificazione esplosa nel corso della presidenza di Andrew Jackson, in nome dei diritti degli Stati del Sud e della protezione degli interessi dei proprietari di schiavi.
Alfred P. Aldrich, un esponente politico di Barnwell, affermò che la secessione sarebbe stata necessaria in caso un candidato del Partito Repubblicano avesse vinto le elezioni presidenziali del 1860; secondo il suo punto di vista questa sarebbe stata l'unica maniera per preservare la schiavitù e diminuire l'influenza dei Repubblicani sempre più abolizionisti, i cui obiettivi, se realizzati, avrebbero comportato la "distruzione del Sud":
(Alfred P. Aldrich)
In un discorso pronunciato nel gennaio del 1860 il deputato della Carolina del Sud al Congresso Laurence Massillon Keitt (un proprietario di piantagioni e giurista) riassunse questa visione in un discorso che condannava il "partito contro la schiavitù" (cioè i Repubblicani), sostenendo che la schiavitù non era moralmente sbagliata ma anzi giustificata:
(L. M. Keitt, Discorso pronunciato alla Camera dei rappresentanti - (Gennaio 1860))
Più tardi, in quello stesso anno a dicembre, sempre Keitt argomentò che la dichiarazione di secessione promossa dalla Carolina del Sud fosse il risultato del contrasto tra Nord e Sud sull'estensione o meno della schiavitù nei Territori liberi del West:
(L. M. Keitt - Dibattito sulla secessione (dicembre 1860).)
Già il governatore della Carolina del Sud William Henry Gist (il cui mandato stava per scadere) aveva indirizzato lettere a tutti gli altri capi di governo del profondo Sud proponendo loro un'azione comune in caso di vittoria elettorale repubblicana e all'Assemblea generale una raccomandazione chiedendo che, in caso di successo repubblicano, fosse immediatamente convocata una speciale assemblea per esaminare la possibilità di una secessione.

## Secessione
(Raimondo Luraghi Storia della guerra civile americana BUR 1994 Vol. I, p. 178)
Il 9 novembre 1860 l'Assemblea generale della Carolina del Sud approvò una risoluzione che dichiarava che "l'elezione di Abraham Lincoln a presidente degli Stati Uniti viene interpretata come un atto ostile", affermando l'intenzione di dichiarare secessione dagli Stati Uniti.

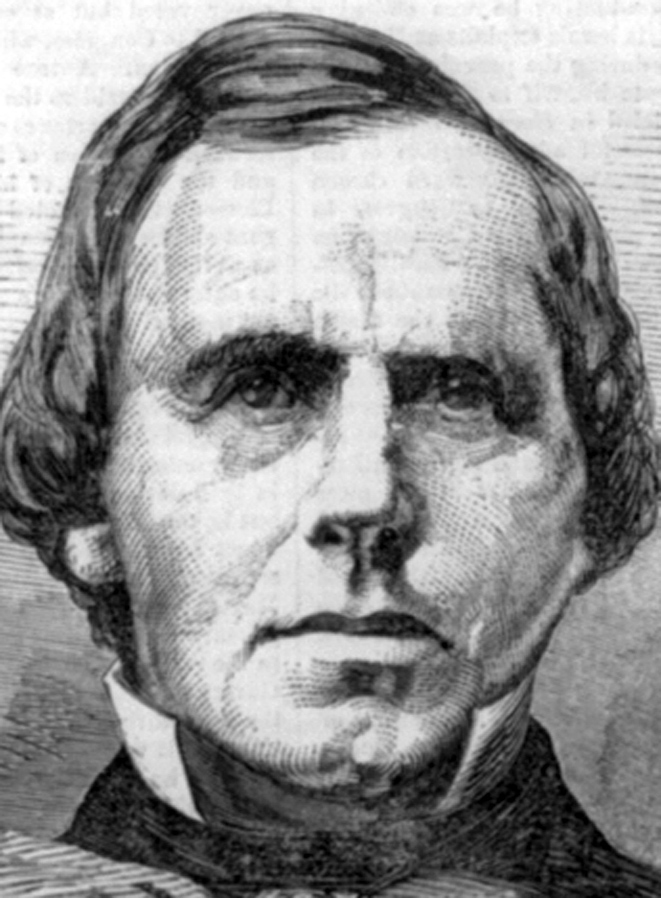
Ritratto di John McQueen.

A dicembre, in piena crisi secessionista, l'ex congressista John McQueen inviò una lettera di spiegazioni ad un gruppo di leader civili di Richmond (Virginia) in merito ai motivi per cui la Carolina del Sud stava contemplando l'ipotesi della secessione. Nello scritto l'autore sostenne che il presidente eletto stesse facendo propaganda a favore dell'uguaglianza sociale, dei diritti civili per i neri e per l'abolizionismo.
Per McQueen, il proprio Stato, rimanendo contrario a tali misure, si trovava "obbligato" a secedere:
(J. McQueen - Corrispondenza con T. T. Cropper e J.R. Crenshaw - (24 dicembre 1860).)

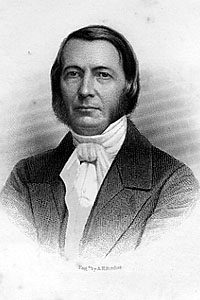
Ritratto del reverendo James Henley Thornwell.

Anche il religioso James Henley Thornwell condivise una simile visione, affermando che la schiavitù veniva giustificata dal cristianesimo stesso: quindi coloro che si dimostravano contrari alla schiavitù considerandola immorale erano in realtà dei nemici della fede:
(James Henley Thornwell.)
Anche altre istituzioni religiose espressero il loro sostegno alla schiavitù. Il periodico Southern Presbyterian of S. C. della Chiesa presbiteriana scrisse:
(Southern Presbyterian of S. C.,)
Il 10 novembre 1860 l'Assemblea generale votò l'istituzione di una "Convenzione del popolo della Carolina del Sud" per esaminare una dichiarazione di secessione. I delegati vennero designati il 6 dicembre e si riunirono a Columbia il 17 dicembre, votando tre giorni dopo all'unanimità (169 contro 0) un decreto dichiarante che la Carolina del Sud considerava rescissi i propri legami con gli altri Stati federati.

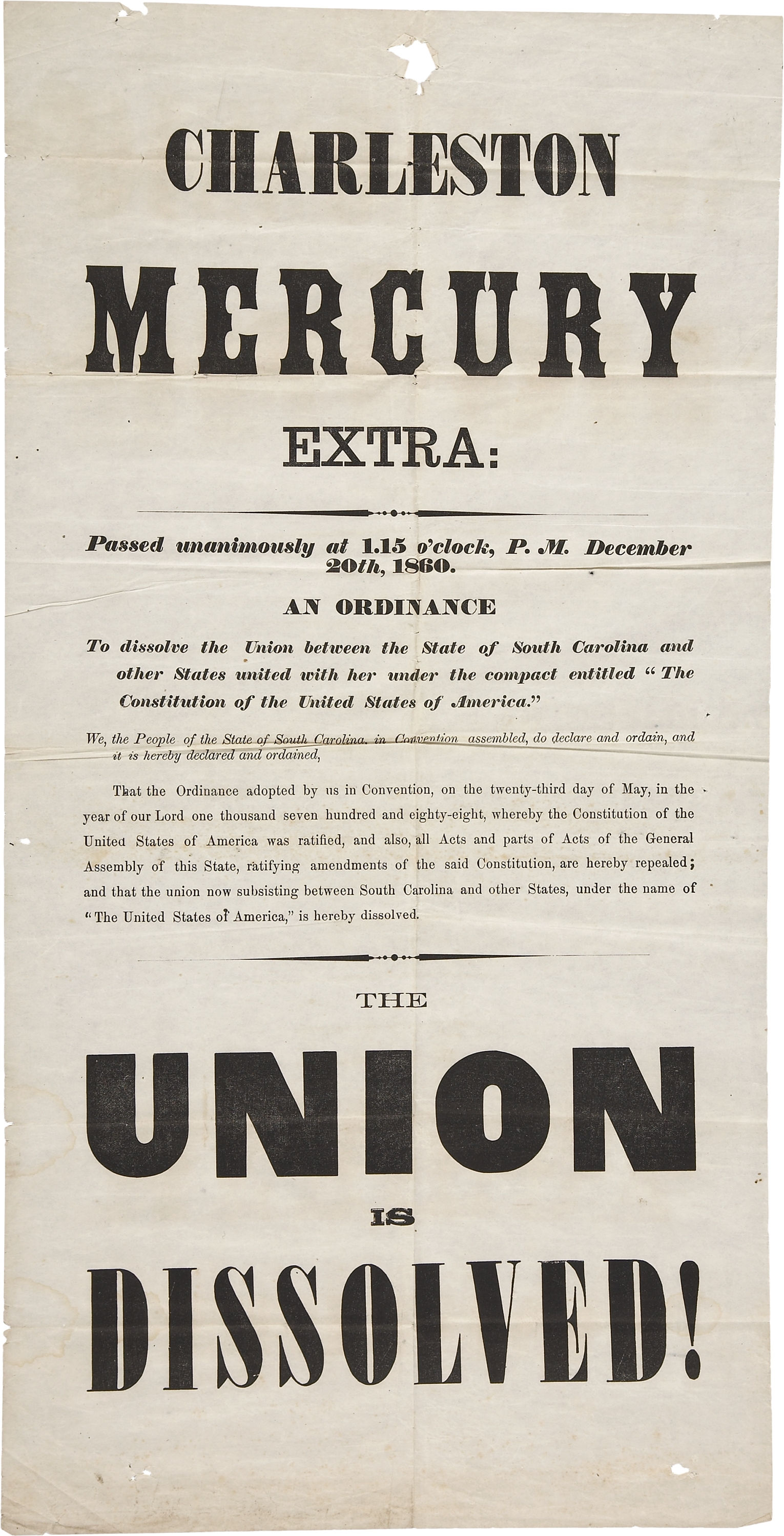
L'Unione è sciolta.

La convenzione si riunì poi a Charleston per redigere il testo del decreto. Quando quest'ultimo venne approvato il 20 dicembre la Carolina del Sud divenne il primo Stato schiavista degli Stati Uniti meridionali a proclamare la separazione: "l'Unione è sciolta!" titolò a caratteri cubitali il quotidiano locale.
James Buchanan, la cui presidenza era prossima alla scadenza, definì illegale il decreto, ma non prese alcuna contromisura.
Un Comitato appositamente istruito redasse anche una Dichiarazione delle cause immediate che inducono e giustificano la Secessione della Carolina del Sud; essa venne approvata il 24 dicembre. Questa indicò e descrisse il ragionamento principale che stava alla base e che mosse in direzione della secessione: "...la crescente ostilità da parte degli Stati non schiavisti all'Istituzione della schiavitù..."
La dichiarazione affermò anche che la secessione era stata proclamata in seguito al rifiuto degli Stati liberi di applicare la Fugitive Slave Law (la quale avrebbe imposto la caccia agli schiavi fuggitivi e la loro restituzione ai proprietari). Sebbene si sostenesse che la secessione fosse stata giustificata da "usurpazioni negli Stati Uniti sui diritti riservati degli Stati", le rimostranze che la dichiarazione elencava riguardavano principalmente il diritto dei proprietari di schiavi. In sostanza la dichiarazione sosteneva che la Costituzione degli Stati Uniti d'America era stata concepita riconoscendo ciascuno Stato come "uguale" nell'ambito dell'Unione, con un pieno "controllo separato sulle proprie istituzioni" tra cui "il diritto di proprietà sugli schiavi".
(Dichiarazione delle Cause Immediate che inducono e giustificano la Secessione della Carolina del Sud dall'Unione federale.)

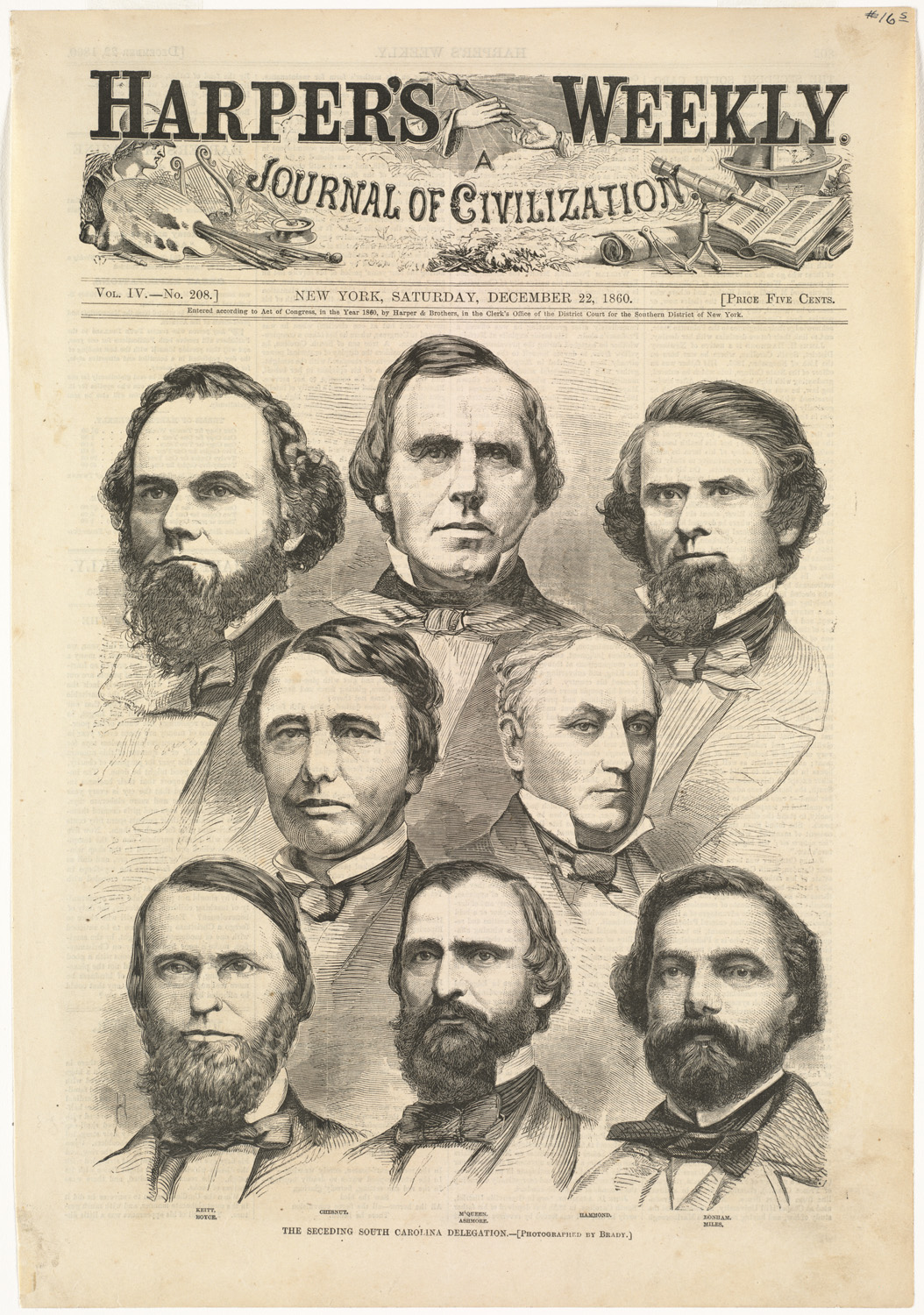
I delegati secessionisti della Carolina del Sud su Harper's Weekly: Laurence Massillon Keitt, William Waters Boyce, James Chesnut Jr., John McQueen, John Durant Ashmore, James Henry Hammond, Milledge Luke Bonham ed infine William Porcher Miles.

Una delle preoccupazioni maggiormente ribadite è quella concernente gli schiavi in fuga. La dichiarazione sostiene che parti decisive della Costituzione sono state specificamente scritte per assicurare il ritorno degli schiavi fuggiti in altri Stati e città, citando a tal proposito l'Art. 4: "Nessuna persona tenuta al servizio o al lavoro in uno Stato, secondo le sue leggi, che fugge in un altro, non potrà, in conseguenza di qualsiasi legge o regolamento, essere sottratto a tale servizio o lavoro, ma sarà invero consegnato, su richiesta della parte a cui tale servizio o lavoro sarebbe dovuto." Il documento prosegue asserendo che questa stipula era talmente importante per gli originali firmatari della Costituzione statunitense "che senza di essa la sua stesura definitiva non sarebbe neppure mai stata eseguita". Le leggi federali hanno confermato questa clausola "per molti anni", dice ancora la dichiarazione, ma "una crescente ostilità da parte degli Stati non schiavisti all'Istituto della schiavitù ha portato a trascurare i loro obblighi": ma poiché l'accordo costituzionale era stato "deliberatamente rotto e disatteso dagli Stati non schiavisti", la conseguenza era che "la Carolina del Sud è esonerata dal suo obbligo" di continuare a far parte integrante dell'Unione.
Un'altra preoccupazione apertamente espressa fu quella relativa alla recente elezione di Lincoln alla presidenza, il quale avrebbe affermato di volere vedere la schiavitù proseguire lungo il suo "corso naturale, ossia quello dell'estinzione finale":
Il decreto di secessione della fine del 1860 volle anche ispirarsi ad alcuni elementi della Dichiarazione d'indipendenza degli Stati Uniti d'America del 1776; la versione sella Carolina del Sud tuttavia omise le frasi secondo cui "tutti gli uomini vengono creati uguali", quindi "dotati dal loro Creatore di certi diritti inalienabili", oltre alle menzioni sul "consenso dei governati".

Il territorio degli Stati Confederati d'America.

Il 25 dicembre, il giorno successivo al decreto di secessione, la Convenzione della Carolina del Sud allegò e consegnò anche un Discorso agli Stati possessori di schiavi:
(Convenzione della Carolina del Sud, Discorso del popolo della Carolina del Sud al popolo degli Stati possessori di schiavi, (25 dicembre 1860).)

La bandiera della Carolina del Sud secessionista.

La nuova "Repubblica indipendente" adottò quindi la bandiera con una palma, della quale una versione leggermente modificata viene utilizzata tuttora come vessillo ufficiale statale. A seguito della secessione la Carolina del Sud venne spesso chiamata "Repubblica del Palmetto".
Dopo la proclamazione unilaterale secessionista Della Carolina del Sud, l'ex membro del Congresso James Louis Petigru - giurista della Carolina del Sud e anti-secessionista - espresse la sua opinione in modo divenuto celebre: "La Carolina del Sud è troppo piccola per essere una Repubblica e troppo grande per essere un manicomio".
La Carolina del Sud iniziò subito a prepararsi ad una possibile risposta militare federale, mentre politicamente cominciò a mettersi in moto per convincere gli altri Stati del Sud a ritirarsi dall'Unione e formare una Confederazione sudista schiavista. 
Il 4 febbraio 1861 a Montgomery, in Alabama, una Convention costituita dai delegati di Carolina del Sud, Florida, Alabama, Mississippi, Georgia e Louisiana s'incontrarono per creare una nuova Costituzione e formare un nuovo governo legittimato esplicitamente dal "potere schiavista", seppur modellato su quello preesistente degli Stati Uniti d'America.
Quattro giorni dopo l'autorità governativa della neo-Repubblica indipendente si unì ufficialmente agli Stati Confederati d'America.
Il decreto di secessione venne sostenuto dalle maggiori figure religiose dello Stato, le quali affermarono che lo schiavismo era coerente con i principi della loro fede: "I trionfi del cristianesimo riposano in questa stessa ora sulla pratica della schiavitù; e la schiavitù dipende dai trionfi del Sud... Questa guerra è prodotta per servire gli interessi della schiavitù". - John T. Wightman, La gloria di Dio, la difesa del Sud, (1861)".

## Guerra civile

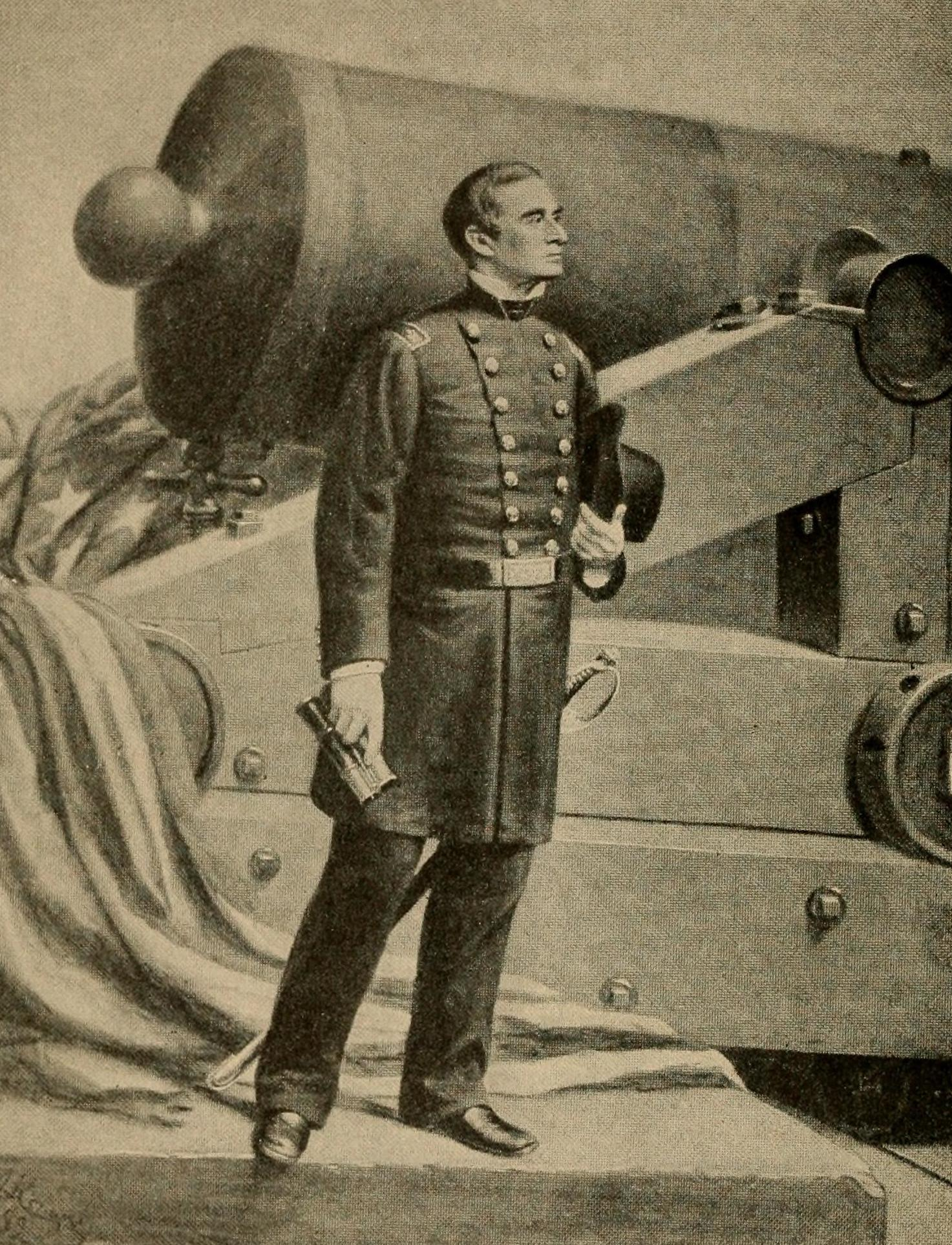
Ritratto del maggior Robert Anderson.

### Fort Sumter
Sei giorni dopo la secessione, il maggiore Robert Anderson, comandante delle truppe federali a Charleston, fece ritirare le sue truppe nella Fort Sumter (ancora in fase di costruzione), nella baia di Charleston. Caricati sulle barche e sfuggendo alla sorveglianza dei guardacoste, aiutati dal favore delle tenebre, sgomberarono Fort Moultrie, dopo aver inchiodato i cannoni e distrutti gli affusti.
I miliziani secessionisti presero possesso delle posizioni abbandonate sulla terraferma, e orientarono i cannoni in direzione dell'isola. Sumter costituiva la posizione chiave per prevenire un attacco navale contro la città marittima, pertanto i secessionisti volevano impedire alle forze unioniste di rimanervi. Inoltre, la dichiarazione d'indipendenza della Carolina del Sud sarebbe sembrata vuota se i militari federali avessero mantenuto il controllo del porto.
I miliziani del nuovo governatore della Carolina del Sud Francis W. Pickens occuparono l'arsenale cittadino, Castle Pinkney, e puntarono i cannoni su Fort Sumter.
All'alba del 9 gennaio la Star of the West, partita dal porto di New York, si avvicinò nel tentativo di portare rifornimenti al fortino; i cadetti del collegio militare spararono contro la nave, colpendola per tre volte e costringendola a ritirarsi.
Il Mississippi dichiarò la propria secessione alcune settimane dopo e seguirono altri cinque Stati del Sud. Sia l'uscente James Buchanan sia il presidente eletto Abraham Lincoln affermarono che nessuno Stato avesse il diritto di separarsi unilateralmente dall'Unione. 
Il 4 febbraio 1861 venne convocata un'Assemblea congressuale dei delegati dei sette Stati secessionisti, che si riunì a Montgomery (Alabama) ed elesse come proprio presidente Thomas Hovell Cobb, un latifondista schiavista georgiano e già ministro durante la presidenza di James Buchanan. Essa approvò velocemente una nuova Costituzione. La Carolina del Sud entrò a far parte degli Stati Confederati d'America l'8 febbraio, meno di sei settimane dopo la dichiarazione di secessione. Il 9 febbraio Jefferson Davis fu eletto capo del nuovo governo secessionista.
Gli Stati schiavisti dell'area più settentrionale, come la Virginia e la Carolina del Nord, che avevano inizialmente votato contro la secessione, chiesero una Conferenza per la pace, con scarsi effetti.

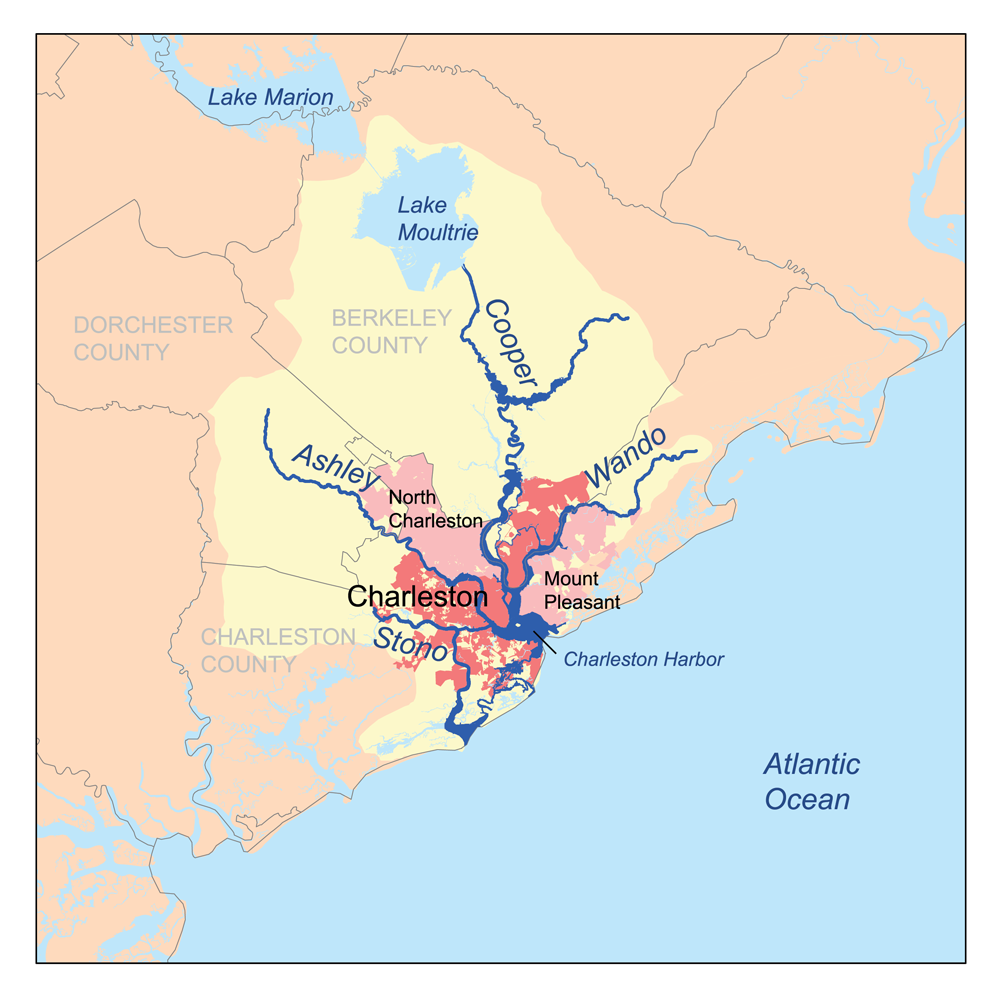
Mappa del bacino idrografico di Charleston Harbor.

Nel frattempo l'oratore virginiano Roger Atkinson Pryor era giunto a Charleston per sostenere che l'unica maniera per convincere il suo Stato a entrare nella Confederazione era che la Carolina del Sud provocasse il governo federale alla guerra. L'ovvio punto di partenza si trovava nella baia di Charleston.
Il 10 aprile il quotidiano cittadino Mercury pubblicò notizie provenienti dai giornali newyorkesi riguardo a una spedizione navale inviata a Sud per portare soccorso a Fort Sumter. Lincoln avvertì il governatore della Carolina del Sud sul fatto che le imbarcazioni erano state inviate esclusivamente per rifornire di viveri il forte e non per rafforzarlo. A questo punto i secessionisti non potevano attendere oltre, se speravano d'impadronirsi del forte prima dell'arrivo della Marina. Circa 6.000 uomini furono dispiegati sui lati della baia, pronti ad attaccare i 60 uomini barricati a Fort Sumter. Alle 4:30 del 12 aprile, dopo due giorni d'intensi negoziati e con le imbarcazioni unioniste che s'avvicinavano al porto, venne aperto il fuoco contro il forte. I cadetti della "Cittadella" furono tra i primi a sparare colpi nella guerra civile, anche se solitamente l'inizio del fuoco viene attribuito al proprietario di piantagioni schiavista della Virginia Edmund Ruffin.

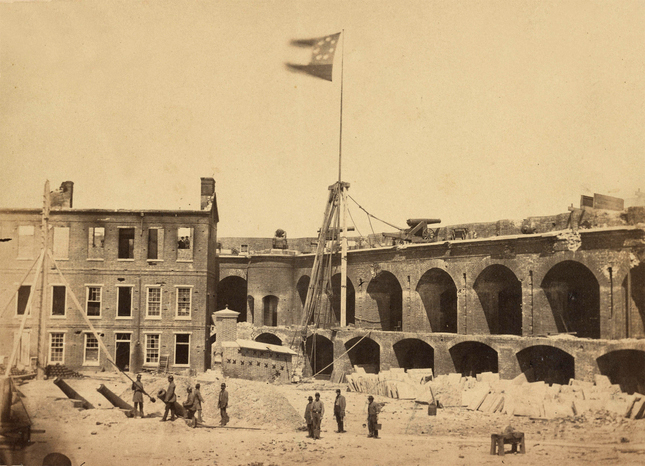
La bandiera secessionista sventola all'interno di Fort Sumter.

Dopo 34 ore gli uomini di Anderson furono costretti ad alzare bandiera bianca e furono autorizzati a lasciare il forte con l'onore delle armi, sventolando le insegne, suonando i tamburi e salutando la bandiera degli Stati Uniti d'America con 50 colpi di cannone a salve prima di ammainarla. Durante quest'operazione uno dei cannoni esplose accidentalmente uccidendo un giovane soldato, l'unica vittima del bombardamento e la prima della guerra.
Nel dicembre del 1861 il governo statale ricevette 100000 $ dalla Georgia a seguito di un disastroso incendio che coinvolse Charleston.

### Fort Wagner
Fort Wagner fu teatro di due scontri: la prima battaglia di Fort Wagner avvenne l'11 luglio 1863, con 339 perdite unioniste a fronte delle 12 confederate.

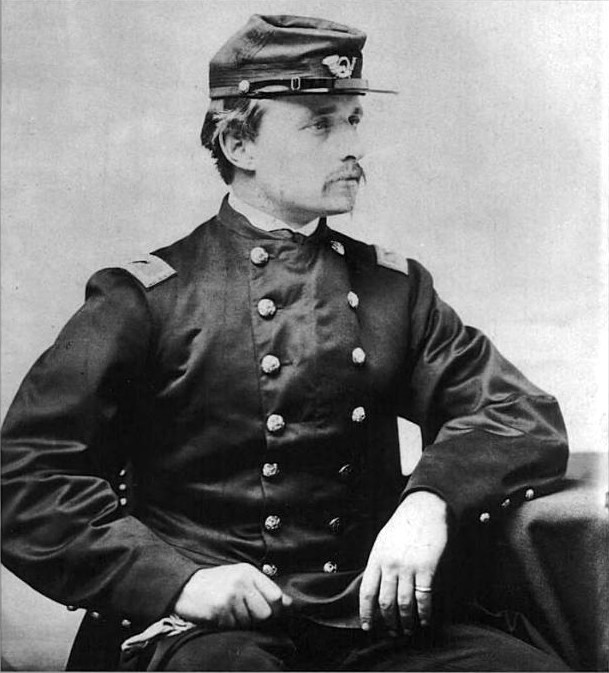
Foto di Robert Gould Shaw.

La seconda battaglia di Fort Wagner avvenuta una settimana dopo è quella maggiormente conosciuta; l'attacco venne sferrato il 18 luglio dal 54º reggimento di fanteria volontari del Massachusetts, una delle prime unità militari terrestri statunitensi formata esclusivamente da soldati afroamericani. Alla guida dell'assalto vi era il colonnello Robert Gould Shaw: mentre partiva la carica a piedi, rimase colpito a morte assieme a molti dei suoi sottoposti.
Benché fosse risultata una sconfitta dal punto di vista tattico, la sua notorietà condusse a ulteriori azioni da parte delle United States Colored Troops e favorì il reclutamento, che contribuì ad aumentare il vantaggio numerico dell'esercito dell'Unione.
Dopo il fallimento anche del secondo assalto il forte venne posto sotto assedio. Per il 25 agosto le trincee unioniste erano arrivate abbastanza vicine al forte da tentare una nuova carica, anch'essa respinta. Il giorno successivo però la 24th Massachusetts Volunteer Infantry riuscì a sfondare. Dopo aver sopportato quasi due mesi di costanti e pesanti bombardamenti, i confederati abbandonarono la fortezza nella notte tra il 6 e il 7 settembre 1863, ritirando l'intera guarnigione e tutti i cannoni ancora funzionanti.

### Conclusione del conflitto
I confederati erano in svantaggio per numero, armamenti e rifornimenti; le navi dell'Unione bloccarono i porti uno dopo l'altro. Dal novembre 1861 le truppe unioniste occuparono Sea Islands nell'area di Beaufort, nella Carolina del Sud, stabilendo così una base di partenza importante per uomini e navi che avrebbero impedito l'accesso ai porti di Charleston e Savannah. Molti proprietari di piantagioni avevano già seguito l'esercito confederato altrove; i rimanenti a quel punto fuggirono e gli schiavi dell'isola divennero i primi liberti della guerra; le isole divennero una specie di laboratorio per l'Unione per elaborare e applicare metodi di formazione degli afroamericani al loro nuovo ruolo di cittadini americani.
Nonostante il ruolo decisivo assunto dal governo politico statale all'inizio delle ostilità e un lungo tentativo infruttuoso di prendere Charleston dal 1863 in avanti, relativamente pochi impegni militari vennero messi in atto all'interno dei confini della Carolina del Sud, almeno fino agli inizi del 1865, quando l'armata di William Tecumseh Sherman - avendo completato la sua celebre marcia verso il mare di Sherman giungendo proprio fino a Savannah - si rimise in cammino a tappe forzate in direzione di Columbia.
La città fu in larga parte spianata, così come accadde anche ad un certo numero di altre cittadine lungo la strada e poi in seguito nell'immediato futuro. Lo Stato perdette 12.922 uomini nel corso del conflitto, corrispondente al 23% della popolazione totale maschile bianca in età da combattimento: la percentuale più alta di qualsiasi altro Stato federato.
La Campagna delle Caroline provocò la messa a ferro e fuoco di Columbia e di diversi altri centri urbani; la distruzione operata fu persino peggiore di quella verificatasi nella vicina Georgia, in quanto molti degli effettivi unionisti nutrivano un particolare rancore nei confronti dello Stato e dei suoi cittadini, ritenuti a tutti gli effetti i maggiori responsabili dello scatenamento del conflitto. Accusati di aver voluto a tutti i costi iniziare la guerra, ora cominciarono a pagarne le conseguenze in prima persona.
Uno degli uomini di Sherman avrà l'occasione di dichiarare: "qui è dove cominciò il tradimento e, per Dio, qui è dove vi verrà posto termine!" La povertà generale avrebbe segnato l'intero Stato per le generazioni a venire.
Il 24 gennaio 1865 il quotidiano di Charleston Courier condannò la proposta avanzata secondo cui la Confederazione avrebbe dovuto abolire la schiavitù se gli afroamericani si fossero impegnati ad aiutare in armi il mantenimento dell'indipendenza. Affermerà quindi che tali suggerimenti erano pura follia: "Parlare di mantenere la nostra indipendenza mentre aboliamo la schiavitù è semplicemente parlare di follia".
Il 21 febbraio, con tutto quel che rimaneva delle forze confederate evacuate in tutta fretta da Charleston, il 54º Reggimento del Massachusetts attraversò in trionfo le vie cittadine. Nel corso di una cerimonia solenne durante la quale la bandiera degli Stati Uniti d'America veniva nuovamente innalzata sopra Fort Sumter, l'ex Comandante della fortezza Robert Anderson venne raggiunto sulla piattaforma del cerimoniale di Stato da due uomini: l'eroe dell'"African American Union" Robert Smalls e il figlio di Denmark Vesey.

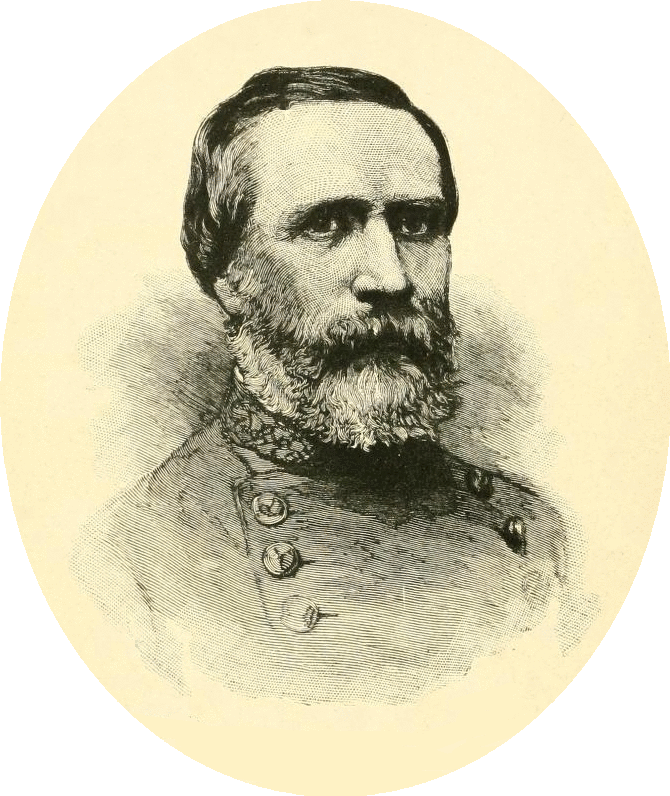
Richard Heron Anderson, ufficiale sudista.
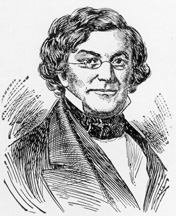
Robert Woodward Barnwell, senatore del Congresso secessionista.
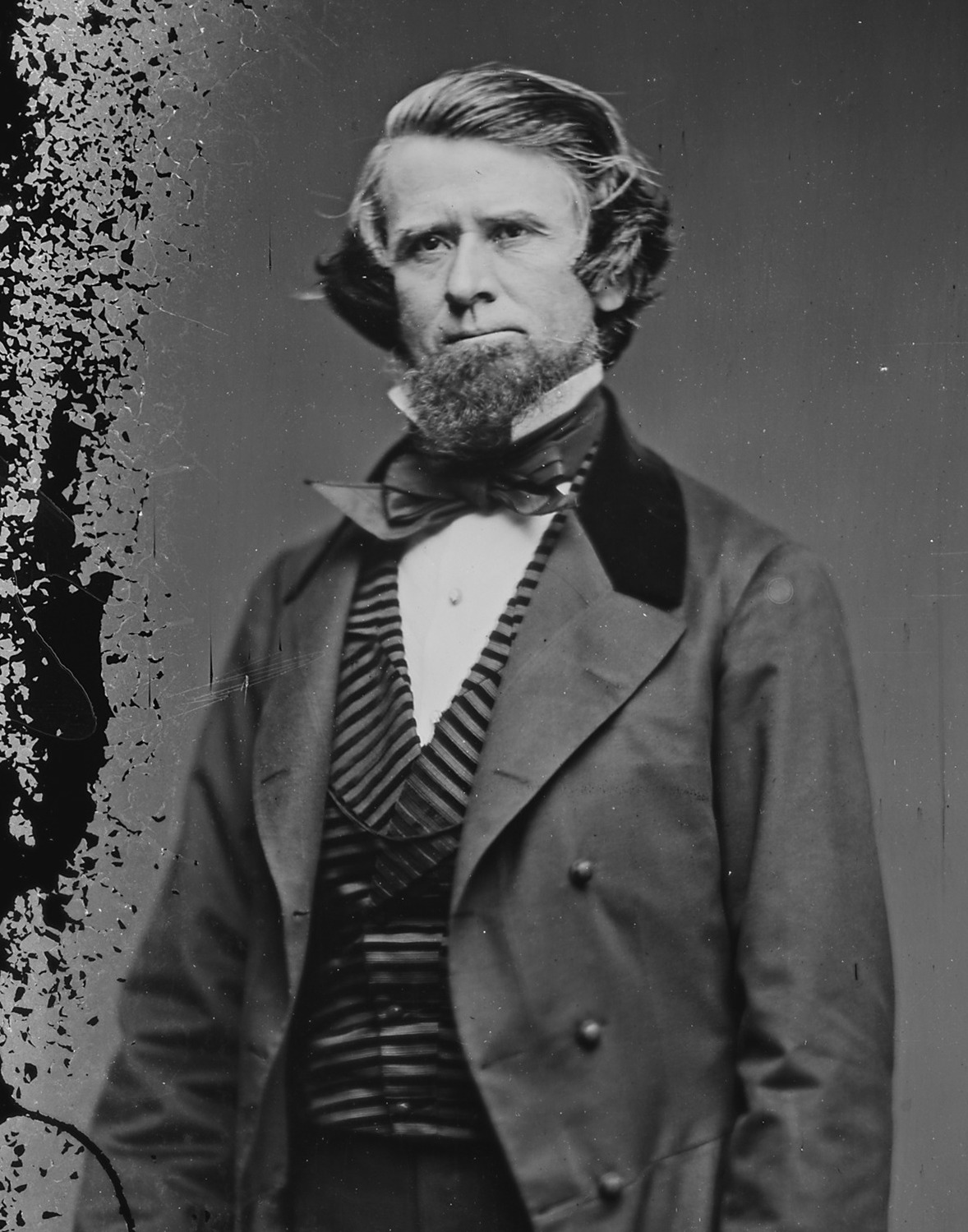
Milledge Luke Bonham, governatore della Carolina del Sud.
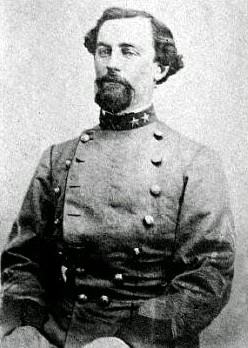
Stephen Elliott Jr., ufficiale sudista.
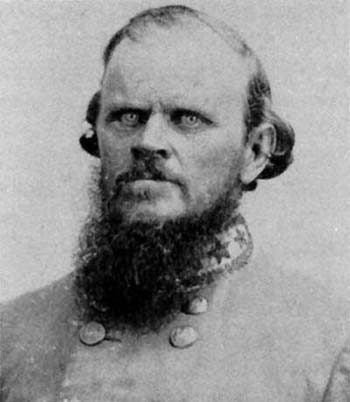
Nathan George Evans, comandante sudista.
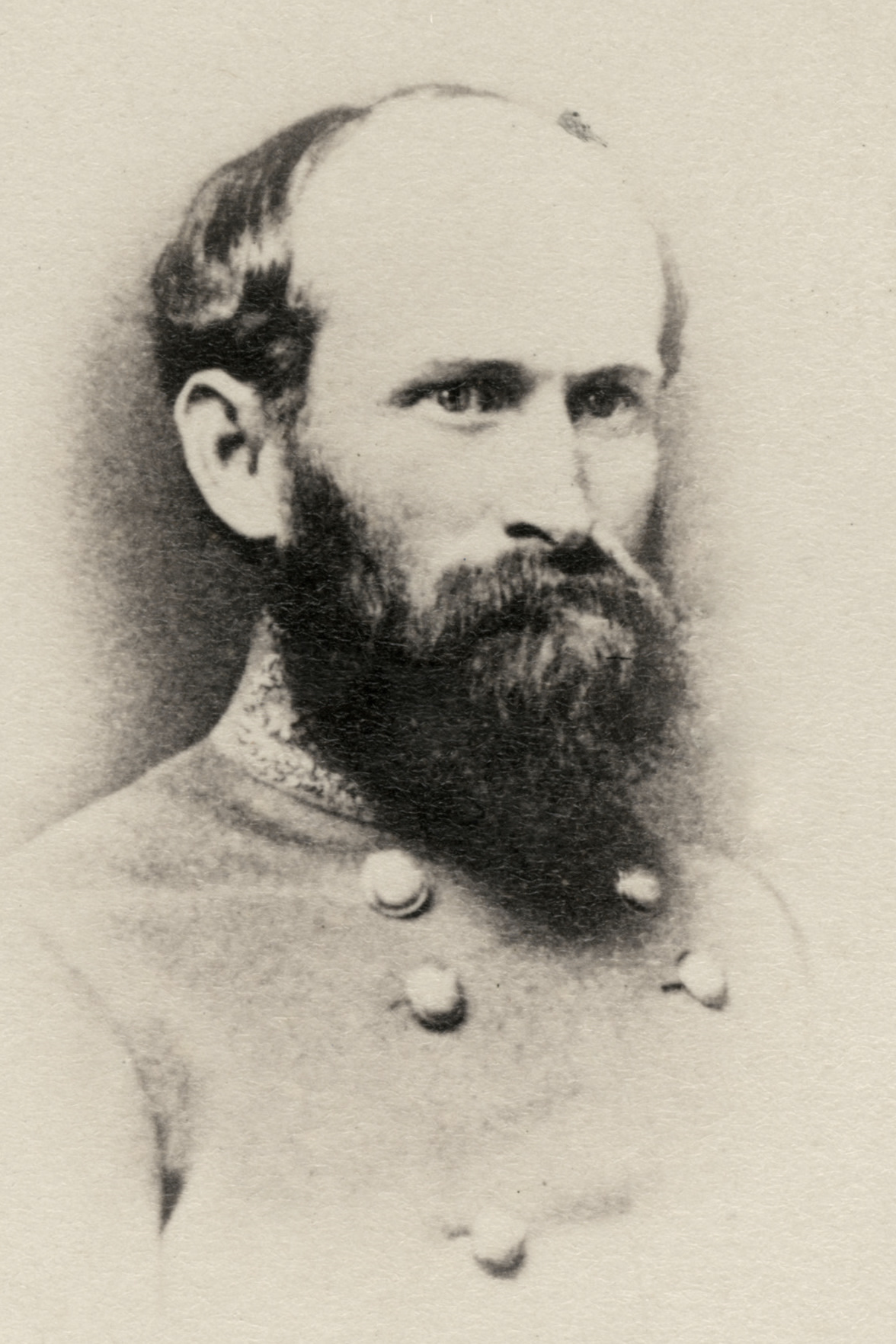
Martin Witherspoon Gary, ufficiale sudista.
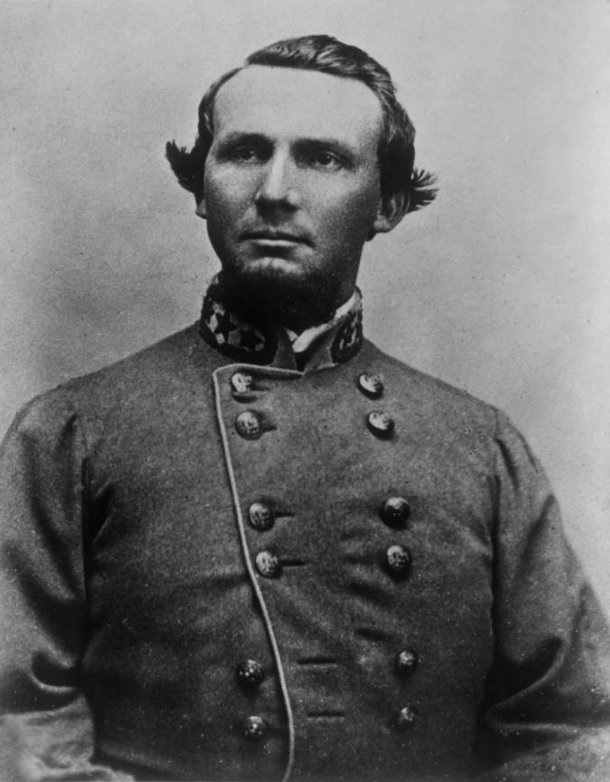
States Rights Gist, miliziano sudista.
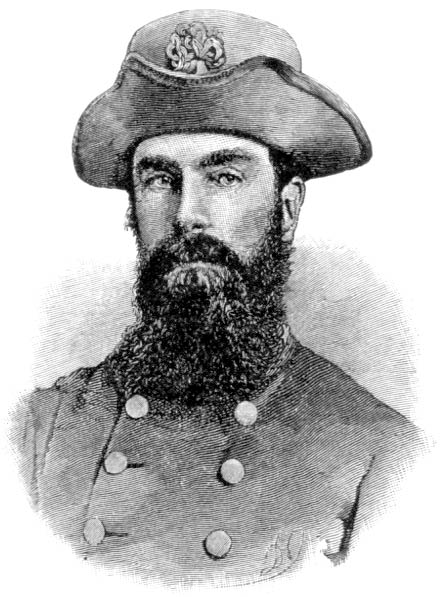
Maxcy Gregg, ufficiale sudista.
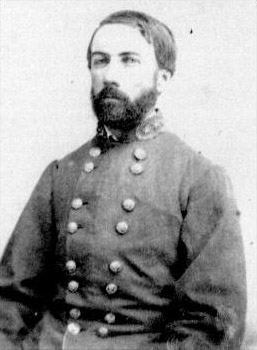
Daniel Harvey Hill, generale sudista.
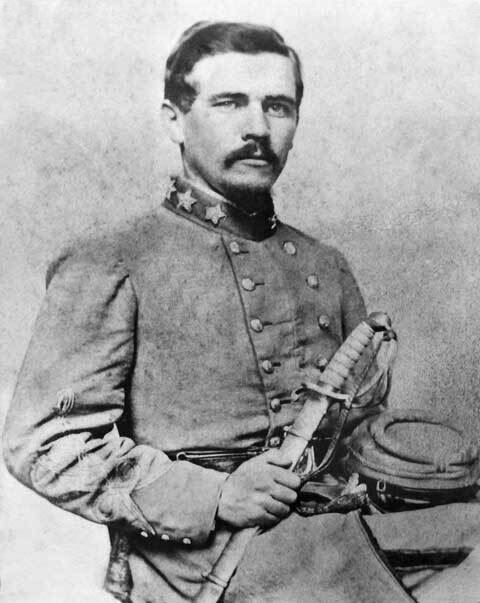
Micah Jenkins, comandante sudista.
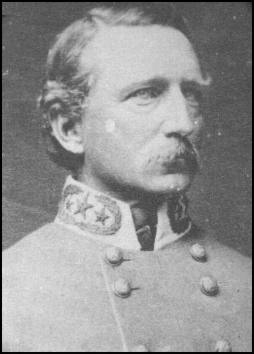
Joseph Brevard Kershaw, comandante sudista.
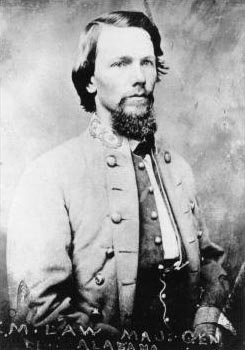
Evander Law, comandante sudista.
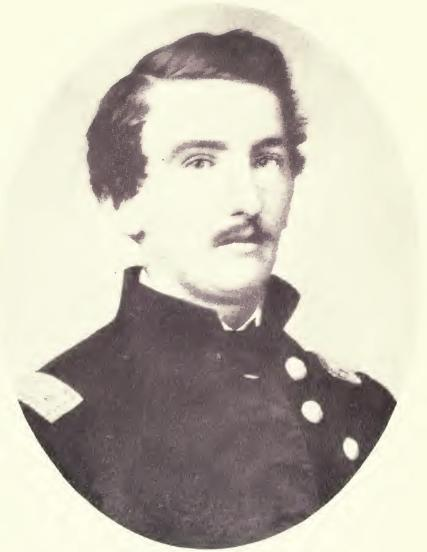
David Gregg McIntosh, comandante artigliere.
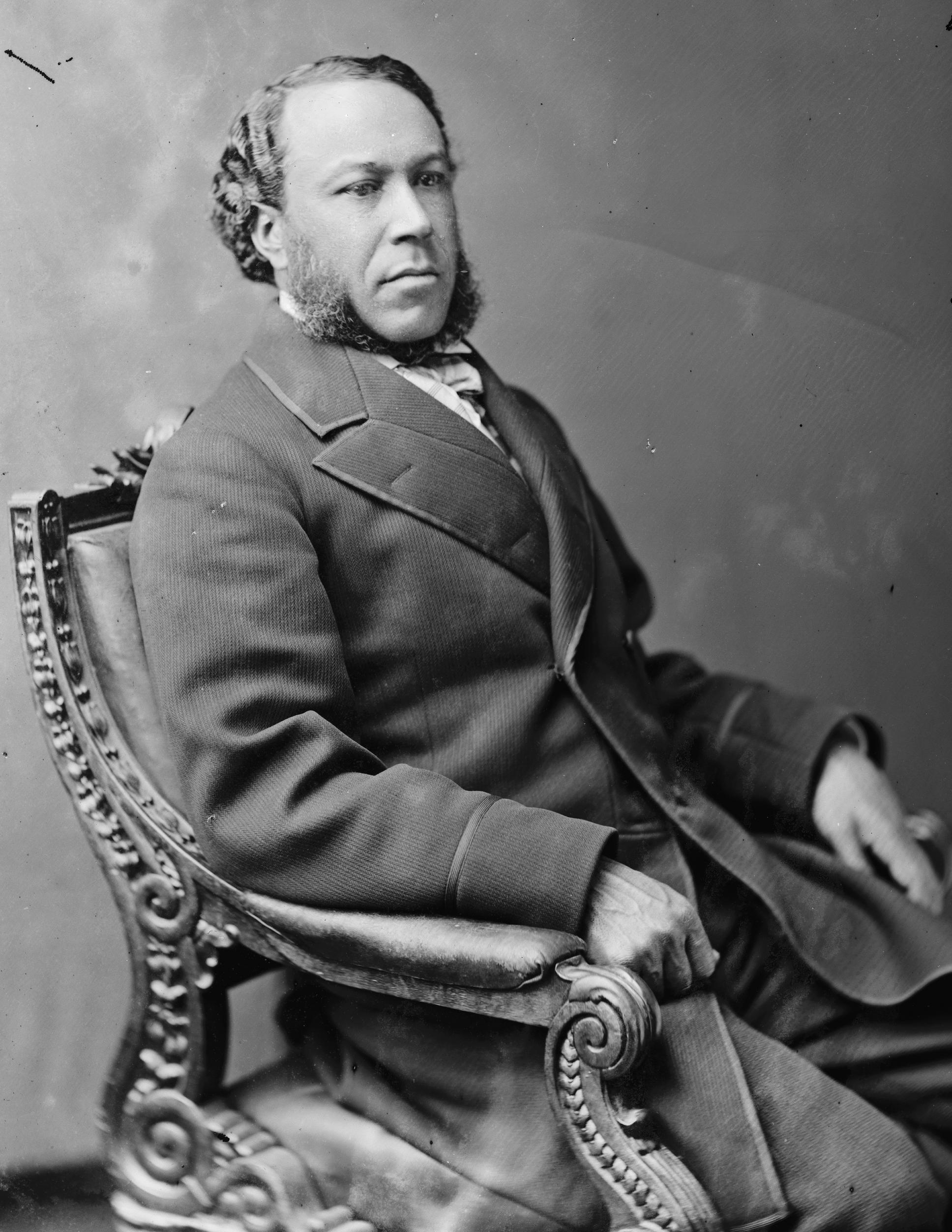
Joseph Hayne Rainey, politico afroamericano.
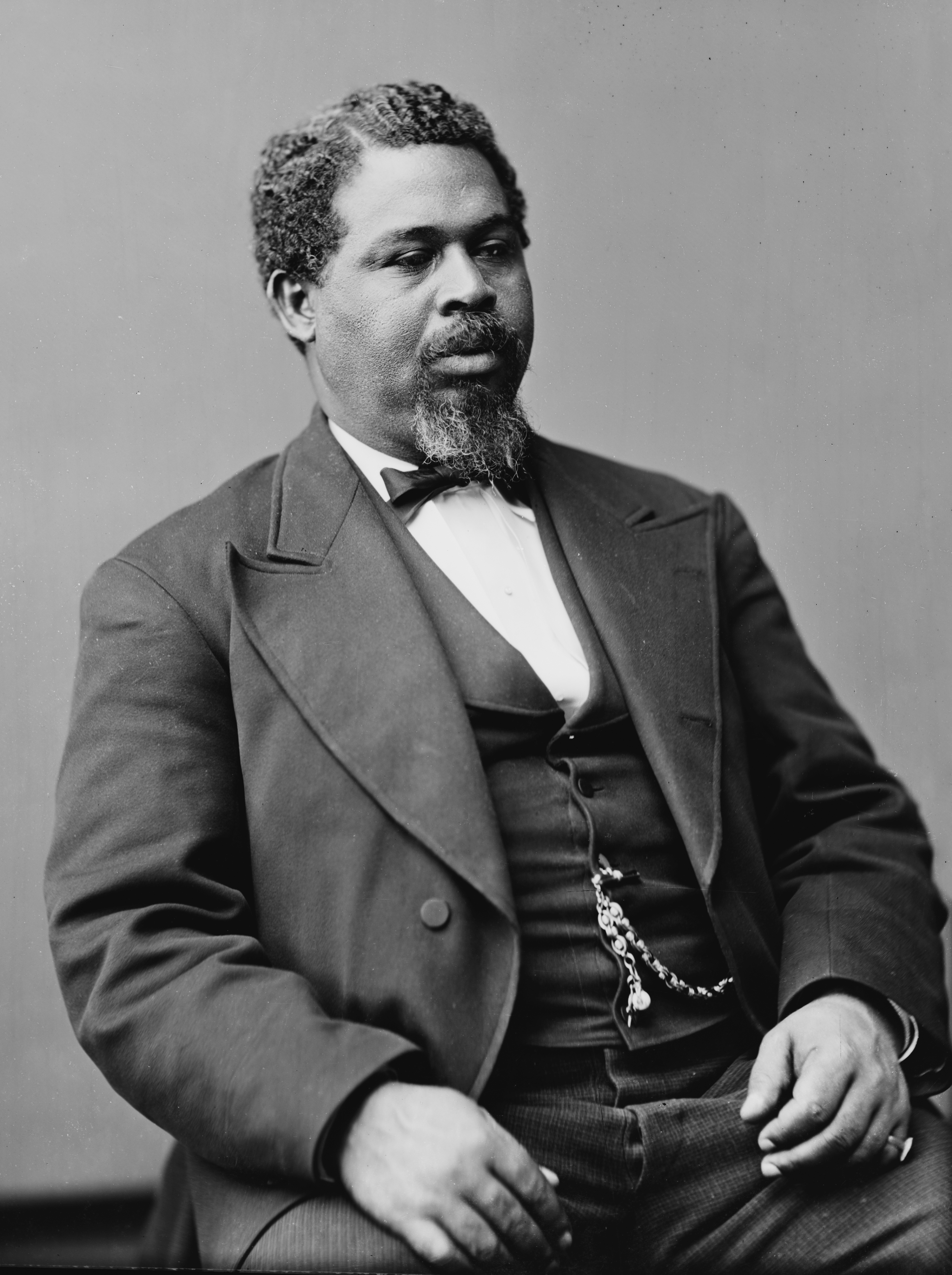
Robert Smalls, politico afroamericano.